# Chi Nhã hoa
Chi Nhã hoa (danh pháp khoa học: Pratia) là chi thực vật có hoa thuộc họ Campanulaceae, chúng được cho là có nguồn gốc từ châu Á, Australia và New Zealand. Hiện tại thì chi Nhã hoa được sáp nhập nằm trong chi Lỗ bình.
Một số loài tiêu biểu:
- Pratia angulata (G.Forst.) Hook. f., nguồn gốc New Zealand
- Pratia concolor (R.Br.) Druce (Poison Pratia), nguồn gốc từ Australia - New South Wales, Queensland, South Australia và Victoria
- Pratia darlingensis E.Wimm., nguồn gốc từ Australia
- Pratia irrigua (R.Br.) Benth., nguồn gốc từ Australia
- Pratia macrodon Hook.f., nguồn gốc từ New Zealand
- Pratia montana (Reinw. ex Blume) Hassk., từ châu Á
- Pratia nummularia (Lam.) A. Braun & Asch., từ châu Á
- Pratia pedunculata (R.Br.) Benth. từ Australia - New South Wales, South Australia, Tasmania và Victoria
- Pratia platycalyx (F.Muell.) Benth., từ Australia
- Pratia podenzanae S.Moore, từ Australia
- Pratia puberula Benth., từ Australia
- Pratia purpurascens (R.Br.) E.Wimm., từ Australia
- Pratia surrepens (Hook.f.), từ Australia[1][2]